# Lake View (Iowa)
Lake View é uma cidade localizada no estado americano de Iowa, no Condado de Sac.

## Demografia
Segundo o censo americano de 2000, a sua população era de 1278 habitantes.
Em 2006, foi estimada uma população de 1232, um decréscimo de 46 (-3.6%).

## Geografia
De acordo com o United States Census Bureau tem uma área de
5,5 km², dos quais 4,8 km² cobertos por terra e 0,7 km² cobertos por água. Lake View localiza-se a aproximadamente 383 m acima do nível do mar.

## Localidades na vizinhança
O diagrama seguinte representa as localidades num raio de 20 km ao redor de Lake View.